# مهاجرت ال‌جی‌بی‌تی

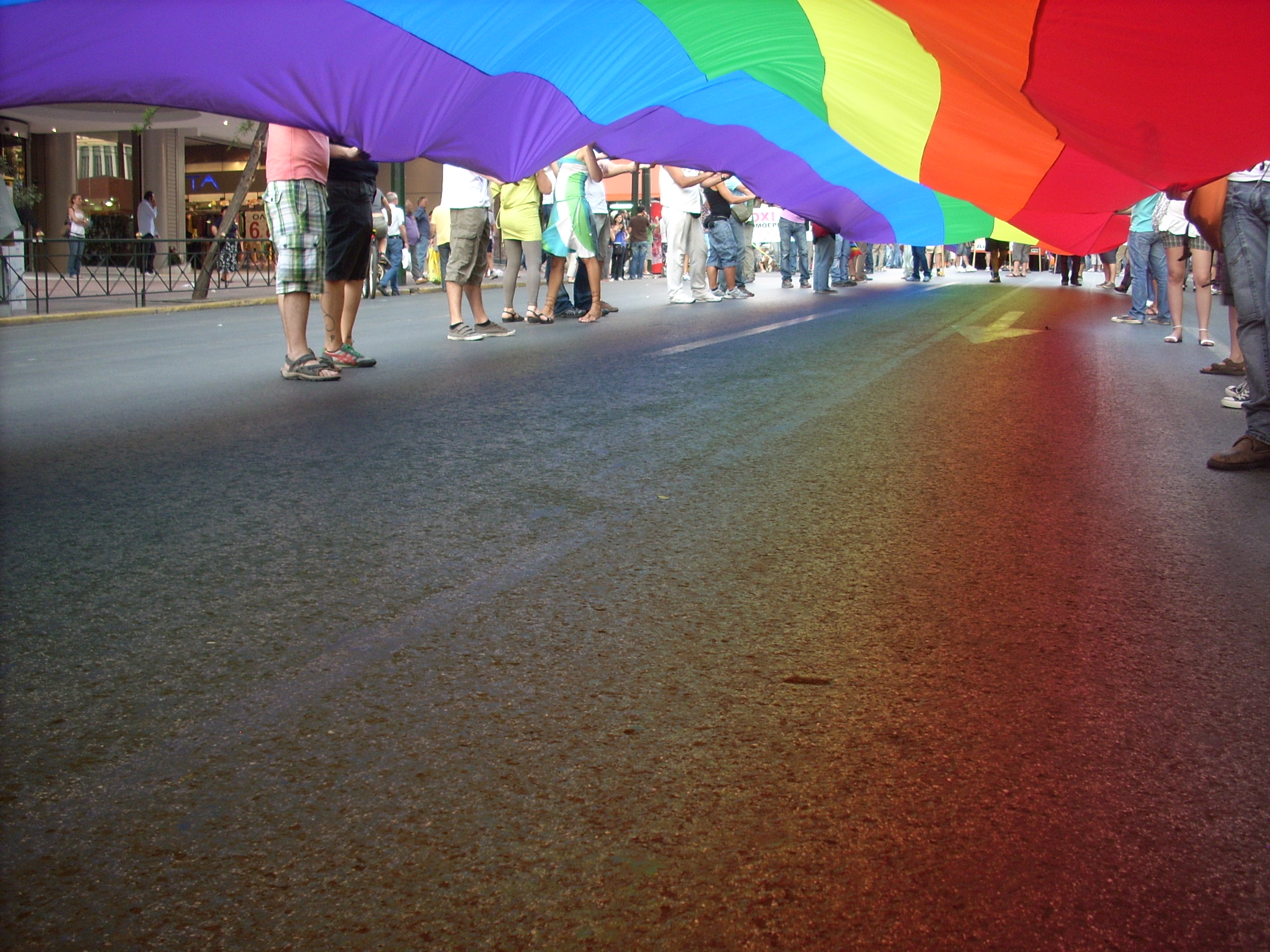
رژه افتخار آتن ۲۰۰۹

مهاجرت ال‌جی‌بی‌تی به مهاجرت همجنسگرایان، دوجنسگرایان، تراجنسیتی‌ها و افراد کوئیر (ال‌جی‌بی‌تی) به‌طور بین‌المللی یا درون کشوری است، که اغلب برای فرار از تبعیض و بدرفتاری به خاطر گرایش جنسی یا هویت جنسی‌شان انجام می‌شود. در سطح جهانی، بسیاری از افراد ال‌جی‌بی‌تی تلاش می‌کنند که از مناطق تبعیض آمیز به مناطق با روامداری بیشتر بروند.

## روند فعلی مهاجرت
کشورهای برجسته به خاطر مهاجرت قابل توجه افراد ال‌جی‌بی‌تی عبارتند از: ایران، عراق، جامائیکا، پاکستان، عربستان سعودی و برزیل.
مهاجران ال‌جی‌بی‌تی اغلب به کانادا، انگلیس و ایالات متحده مهاجرت می‌کنند. در سال ۱۹۹۴، قانون مهاجرت ایالات متحده آزار و اذیت جنسی را به عنوان مبنای درخواست پناهندگی شناخت. باراک اوباما، رئیس‌جمهور آمریکا، به سازمان‌های فدرال دستور داد پناهندگی برای افراد ال‌جی‌بی‌تی تحت تعقیب قانونی را بپذیرند. از سال ۲۰۰۸،  تنها نروژ، ایسلند، دانمارک، ایالات متحده و سوئیس در زمینه پذیرفتن پارتنر شخص مهاجر تفاوتی بین همجنس‌گرایان و دگرجنس‌گرایان قائل نمی‌شوند.
تعداد افراد ال‌جی‌بی‌تی که به دنبال پناهندگی در ایالات متحده هستند، در حال حاضر معلوم نیست.

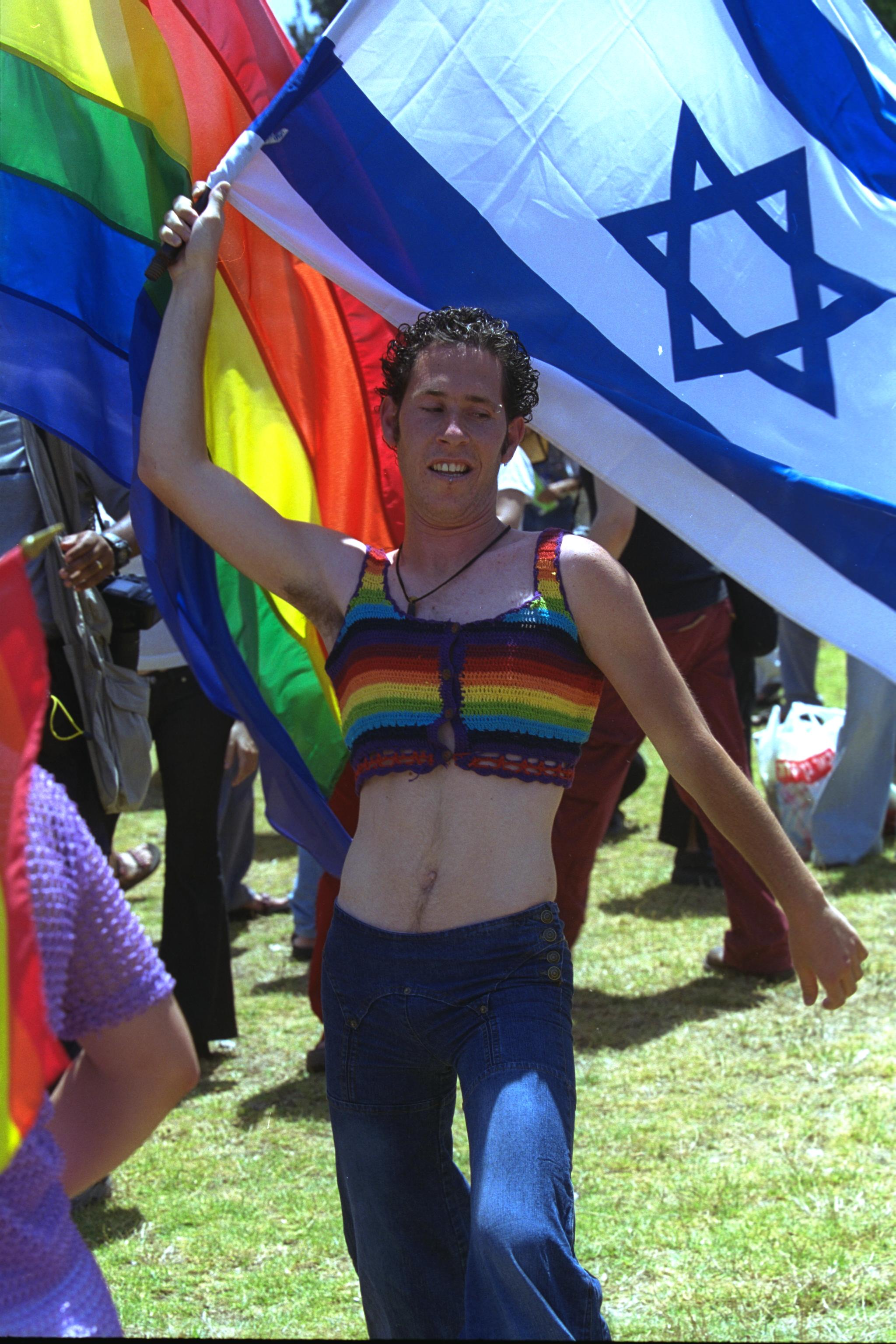
رژه پراید در اورشلیم

### مهاجرت افراد ال‌جی‌بی‌تی خاورمیانه به اسرائیل
در مقایسه با کشورهای خاورمیانه، اسرائیل دارای سیاستهای حمایتی بیشتر از ال‌جی‌بی‌تی است و درخواست پناهندگی ال‌جی‌بی‌تی را می‌پذیرد. اسراییل کنوانسیون و پروتکل مربوط به وضعیت پناهندگان در سال ۱۹۵۱ را تصویب کرد که به لحاظ نظری به هر کسی که با «ترس و واهمه و آزار و اذیت» شناخته می‌شود حمایت می‌کند و اخراج پناهندگان را به کشوری که زندگی آنها در آن تهدید شده‌است، ممنوع می‌کند. این سیاست به صراحت توسط اسرائیل دنبال نمی‌شود، اما مهاجران ال‌جی‌بی‌تی فلسطینی به جوامع ال‌جی‌بی‌تی اسرائیلی پذیرفته شده‌اند، در حالی که ازدواج همجنس (در کشورهای دیگر) به‌طور رسمی به رسمیت شناخته می‌شود، اما در اسرائیل قانونی نیست. به عنوان یک نتیجه، مهاجرت افراد ال‌جی‌بی‌تی از دیگر کشورهای خاورمیانه به اسرائیل دیده شده‌است. تل آویو در سال ۲۰۱۰ توسط مجله بیرون به عنوان «پایتخت همجنس‌گرای خاورمیانه» نامیده شد.

### نپال و فیلیپین
خانواده‌های بیشتر مهاجران ال‌جی‌بی‌تی از نپال و فیلیپین، شیوه زندگی شخص مهاجر را تأیید نمی‌کنند اما پرداخت‌های نقدی، (یعنی زمانی که فردی که مهاجرت کرده‌است پول به خانواده خود در نپال و فیلیپین ارسال می‌کند) اختلافات مربوط به جنسیت و / یا عدم انطباق جنسیتی را کمتر کرده‌است.

### موانع پناهجویان و مهاجران ال‌جی‌بی‌تی
در ایالات متحده، قضات و مقامات مهاجرت مهم می‌دانند که همجنسگرایی باید به لحاظ اجتماعی قابل ملاحظه باشد تا ادعای آزار و شکنجه جنسی یک درخواست پناهجویی قابل قبول باشد. علاوه بر این، همجنسگرایی باید یک ویژگی دائمی، ذاتی و پایدار باشد تا توسط مقامات مهاجرتی ایالات متحده مورد قبول قرار گیرد.

### موانع برای پناهجویان و پناهندگان ال‌جی‌بی‌تی
پناهندگان، که توسط کمیساریای عالی پناهندگان سازمان ملل متحد (UNHCR) تعریف شده‌است، افرادی هستند که به "به خاطر یک ترس معقول و به علت نژاد، مذهب، ملیت، عضویت در یک گروه اجتماعی خاص یا عقاید سیاسی، مورد آزار و اذیت قرار بگیرند از کشور خانه خود خارج یا به دلیل ترس، یا کاملاً امکان بازگشت را از دست داده‌اند و نمی‌خواهند خود را از حمایت از کشور خانه خودشان بهره‌مند سازند". پناهجویان ال‌جی‌بی‌تی کسانی هستند که به خاطر جنسیت یا گرایش جنسیتی مورد آزار و اذیت قرار می‌گیرند و نمی‌توانند در کشور خود حمایت بیابند. افراد می‌توانند از طریق چندین راه به پناهندگی دسترسی پیدا کنند: آنها می‌توانند در سازمان ملل درخواست کنند، می‌توانند از کشور مورد نظر خود از طریق ویزا بازدید کنند و پس از ورود به کشور، به دفتر نمایندگی دولت وضعیتشان را گزارش دهند. هنگامی که یک ادعا ثبت می‌شود، کشور مورد نظر واجد شرایط بودن برای پناهندگی را بررسی می‌کند. جلساتی برای تعیین واجد شرایط بودن و مناسب بودن متقاضی برگزار می‌شود که می‌تواند ادعاهای آنان را به مشکل دچار کند.